# Torres (Venezuela)
Torres è un comune del Venezuela situato nello Stato del Lara.
Il capoluogo del comune è la città di Carora.